# الطباخ واللص وزوجته وعشيقها
كوك واللص زوجته وعشيقها هو فيلم من نوع دراما وجريمة أُصدر في 11 سبتمبر 1989. الفيلم من إنتاج ماكسيدا ‏، ومن توزيع ستيفن وولي ‏، وهو من إخراج وسيناريو بيتر جريناواي.

## القصة
استحوذ رجل العصابات الإنجليزي ألبرت سبيكا على مطعم لو هولانديز الراقي الذي يديره الطاهي الفرنسي ريتشارد بورست. يظهر سبيكا ليلاً في المطعم مع حاشيته من البلطجية. يتسبب سلوكه الرديء في مواجهات متكررة مع الموظفين وعملائه ، الذين يخسر رعايتهم ، ولكن يبدو أنه لا يفوت أموالهم.
أُجبر على مرافقة سبيكا زوجته المترددة والأنيقة ، جورجينا ، التي سرعان ما لفتت انتباه مايكل ، صاحب المكتبة ، وهو رجل هادئ في المطعم. تحت أنف زوجها ، تقيم جورجينا علاقة غرامية مع مايكل بمساعدة طاقم المطعم. علمت سبيكا في النهاية بالأمر ، مما أجبر جورجينا على الاختباء في مستودع كتب مايكل. يرسل بورست الطعام إلى جورجينا من خلال موظفه الشاب بوب ، وهو صبي سوبرانو يغني أثناء العمل. سبيكا تعذب الصبي قبل أن تجد مكان المكتبة مكتوبًا في كتاب يحمله الصبي. رجال سبيكا يقتحمون مكتبة مايكل بينما تزور جورجينا الصبي في المستشفى. إنهم يعذبون مايكل حتى الموت من خلال إطعامه قسراً لصفحات من كتبه. تكتشف جورجينا جثته عندما تعود.
تغلبت على الغضب والحزن ، وطلبت من بورست أن يطبخ جسد مايكل ، وفي النهاية امتثل. جنبًا إلى جنب مع كل الأشخاص الذين ظلمتهم سبيكا طوال الفيلم ، تواجه جورجينا زوجها أخيرًا في المطعم وتجبره تحت تهديد السلاح على أكل جزء من جسد مايكل المطبوخ. سبيكا يطيع ، الإسكات. ثم أطلقت جورجينا النار على رأسه ، ووصفته بأنه آكل لحوم البشر.

## طاقم التمثيل
- ايوان ستيوارت [الإنجليزية]‏
- Yolande Brener [الإنجليزية]‏
- مايكل غامبون
- تيم روث
- أليكس كينجستون
- Arnie Breeveld  [لغات أخرى]‏
- ليز سميث
- كيران هايندز
- مايكل كلارك
- الان هوارد
- هيلين ميرين
- ايان ديوري
- بوب جودي
- ديان انجتون
- غاري اولسن
- Hywel Williams-Ellis [الإنجليزية]‏
- Janet Henfrey [الإنجليزية]‏
- ريتشارد بورينجر
- رون كوك
- روجر أشتون غريفيث
- روجر لويد-باك

## الإنتاج
موسيقى الفيلم التصويرية كانت من تأليف مايكل نيمان، وأُصدرت الموسيقى التصويرية في ألبوم يدعى The Cook, the Thief, His Wife & Her Lover (soundtrack) ‏.

## وصلات خارجية
- كوك واللص زوجته وعشيقها على موقع IMDb (الإنجليزية)
- كوك واللص زوجته وعشيقها على موقع ميتاكريتيك (الإنجليزية)
- كوك واللص زوجته وعشيقها على موقع الموسوعة البريطانية (الإنجليزية)
- كوك واللص زوجته وعشيقها على موقع روتن توميتوز (الإنجليزية)
- كوك واللص زوجته وعشيقها على موقع نتفليكس (الإنجليزية)
- كوك واللص زوجته وعشيقها على موقع ألو سيني (الفرنسية)
- كوك واللص زوجته وعشيقها على موقع Turner Classic Movies (الإنجليزية)
- كوك واللص زوجته وعشيقها على موقع أول موفي (الإنجليزية)
- كوك واللص زوجته وعشيقها على موقع بوكس أوفيس موجو (الإنجليزية)
- كوك واللص زوجته وعشيقها على موقع فيلمافينيتي (الإسبانية)